# Чжао Шу
Чжао Шу (спрощ.: 赵曙; кит. трад.: 趙曙; піньїнь: Zhào Shǔ), храмове ім'я Їнцзун (кит.: 英宗; піньїнь: Yīngzōng; 16 лютого 1032 —25 січня 1067) — п'ятий імператор династії Сун.

## Життєпис
Походив з імператорського роду Чжао. Був сином принца Чжао Юнчжана, двоюрідного брата імператора Чжао Чженя, який упродовж деякого часу вважався спадкоємцем трону. Проте 1055 року Чжао Чжень оголосив своїм спадкоємцем саме Чжао Шу.
1063 року після смерті Чжао Чженя новим імператором став Чжао Шу. Від самого початку правління між імператорськими радниками точились суперечки щодо статусу померлого батька нового імператора. Одні пропонували надати йому звання «імператорського дядька», інші — «батька». Зрештою, 1066 року, Їнцзун підтримав останніх і зумів відстояти свою позицію.
1065 року Чжао Шу видав наказав про складання загальної історії під назвою «Всеосяжне дзеркало для допомоги урядові» (Цзи чжи тун цзянь), доручивши ту працю відомим вченим Сима Гуану, Лю Шу, Лю Бану та Фан Цзуї.
1067 року в імператора виявили хворобу серця, скоріш за все, то було цереброваскулярне захворювання. Він оголосив свого старшого сина Чжао Сюя спадкомцем трону. Помер Чжао Шу 25 січня 1067 року.

## Девіз правління
- Чжипін (治平) 1064—1067